# Skiffle
Skiffle – rodzaj muzyki folk, z wpływami jazzu i bluesa, wykonywanej przeważnie na różnego rodzaju zaimprowizowanych instrumentach czy wręcz przedmiotach codziennego użytku, takich jak tara, grzebień czy garnek, a także banjo, harmonijka ustna i kazoo.

## Historia
Pierwotnie muzyka skifflowa stała się popularna na początku XX wieku w Nowym Orleanie. Korzenie gatunku sięgają również zespołów jazzowych lat 40. i 50.
Pod koniec lat 50. niezwykłą popularność zyskała w Wielkiej Brytanii. W 1957 roku w Liverpoolu John Lennon założył grupę skifflową The Quarrymen, która w 1960 roku zmieniła nazwę na The Silver Beetles, a następnie na The Beatles.
Najbardziej znaną polską grupą skifflową był zespół Grupa Skifflowa No To Co. Do tego nurtu zalicza się również Grupa Skiflowa Zacier.